# Altenteilerhaus Hauptstraße 10

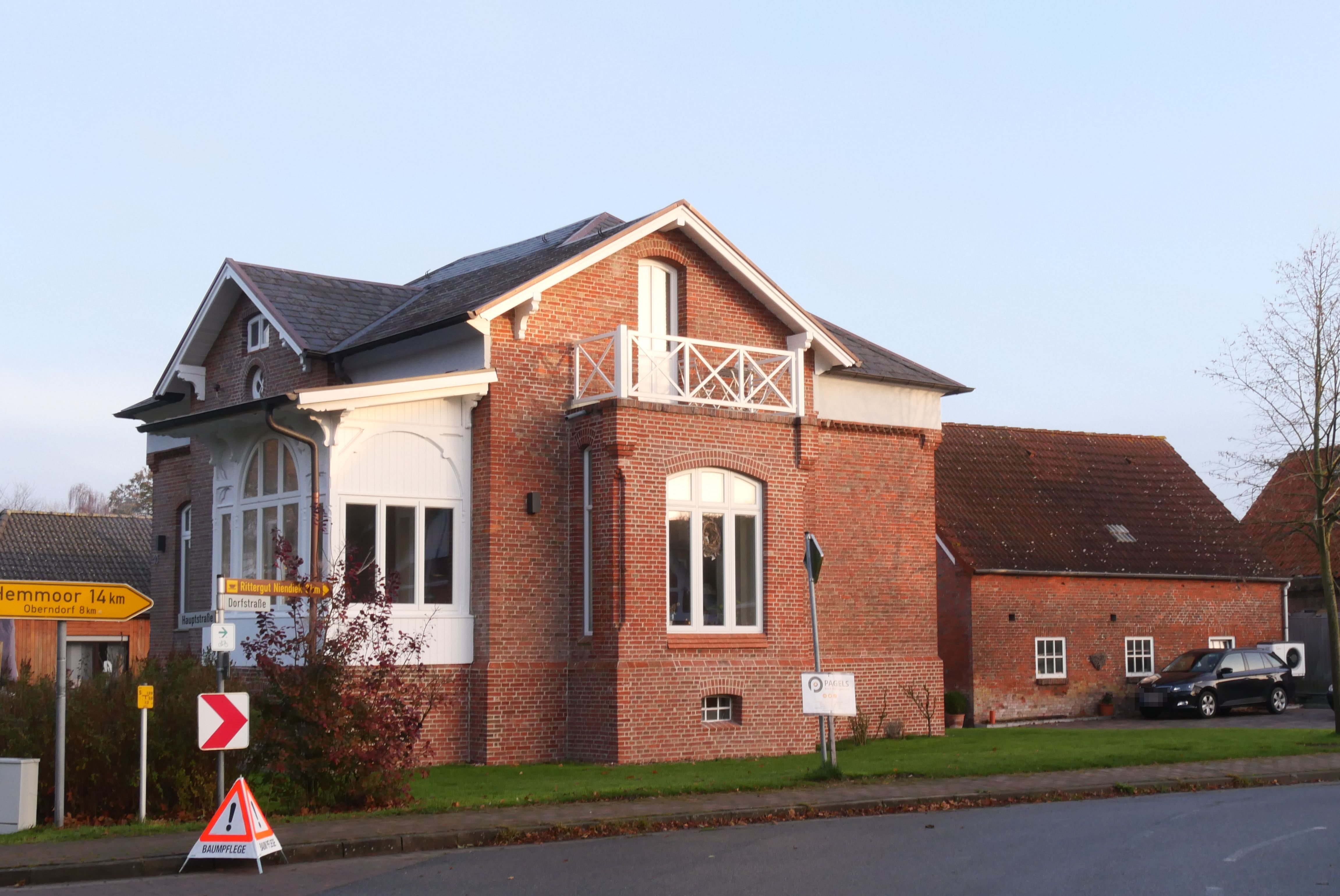
Nord- und Westfassade (2022)

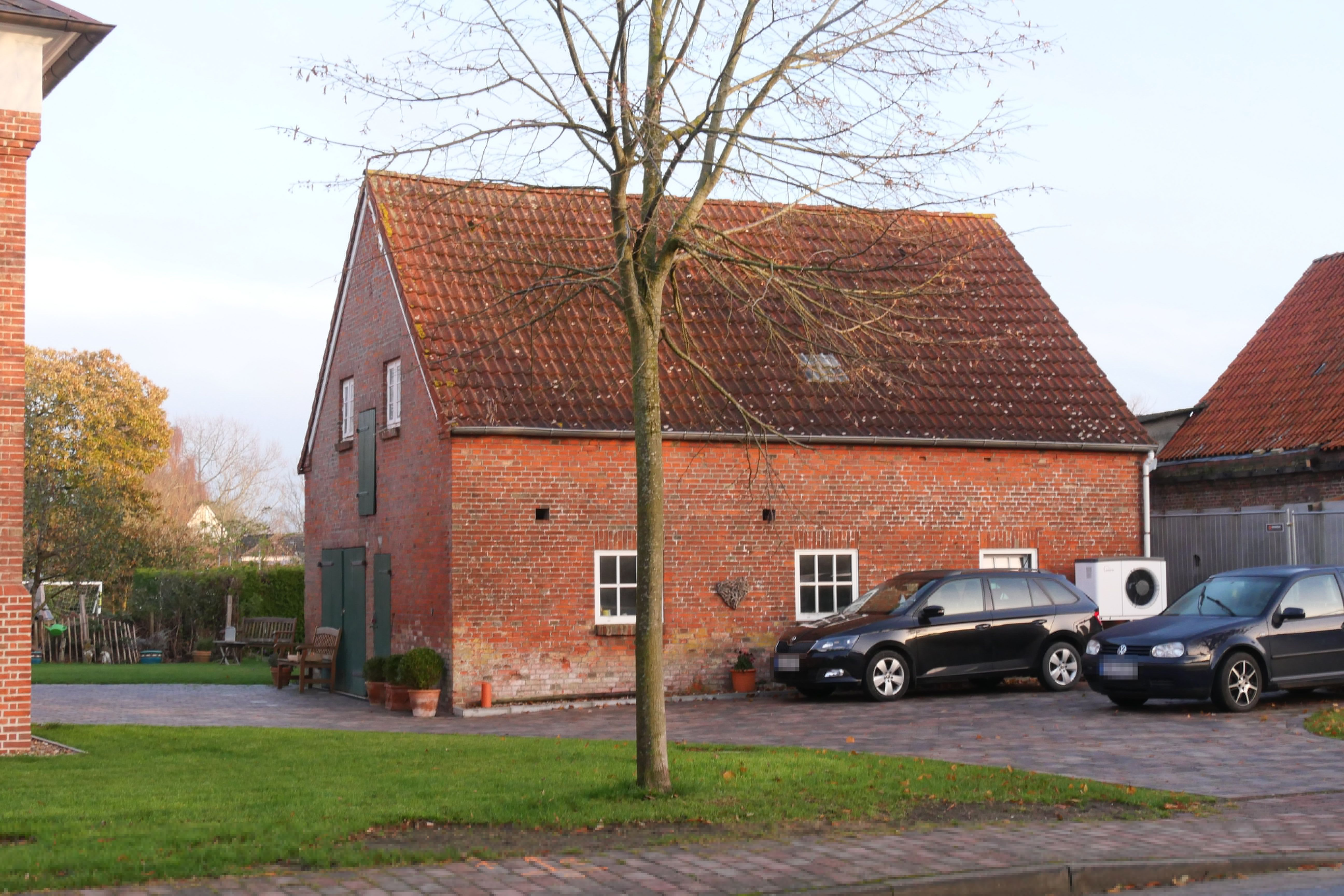
Stallgebäude, Nord- und Westfassade (2022)

Das ehemalige Altenteilerhaus Hauptstraße 10, zentral zwischen Kirche und Deich in der niedersächsischen Samtgemeinde Land Hadeln, Gemeinde Cadenberge-Geversdorf, im Landkreis Cuxhaven, stammt vom Ende des 19. Jahrhunderts. Aktuell (2024) wird es als Wohnhaus genutzt.
Das Gebäude steht unter Denkmalschutz (siehe auch Liste der Baudenkmale in Cadenberge).

## Beschreibung
Das eingeschossige Gebäude mit zwei Baukörpern von um 1895 in Backstein mit schiefergedecktem Sattel- und Walmdach war der Altenteilersitz des Ritterguts Geversdorf, gebaut durch den Bauherrn Krönke. Ein Baukörper hat einen hohen verputzten Drempel, nach Norden eine daran westlich anschließende, vorgezogene hölzerne Veranda.
Ein kleiner massiver Stall mit Satteldach steht auch unter Denkmalschutz.
Das Landesdenkmalamt befand u. a.: „…  mit neogotischen Formen geschmückte Holzveranda (die) einen gehobenen Anspruch des Bauherrn repräsentiert.“